# Brucknerallee 63 (Mönchengladbach)

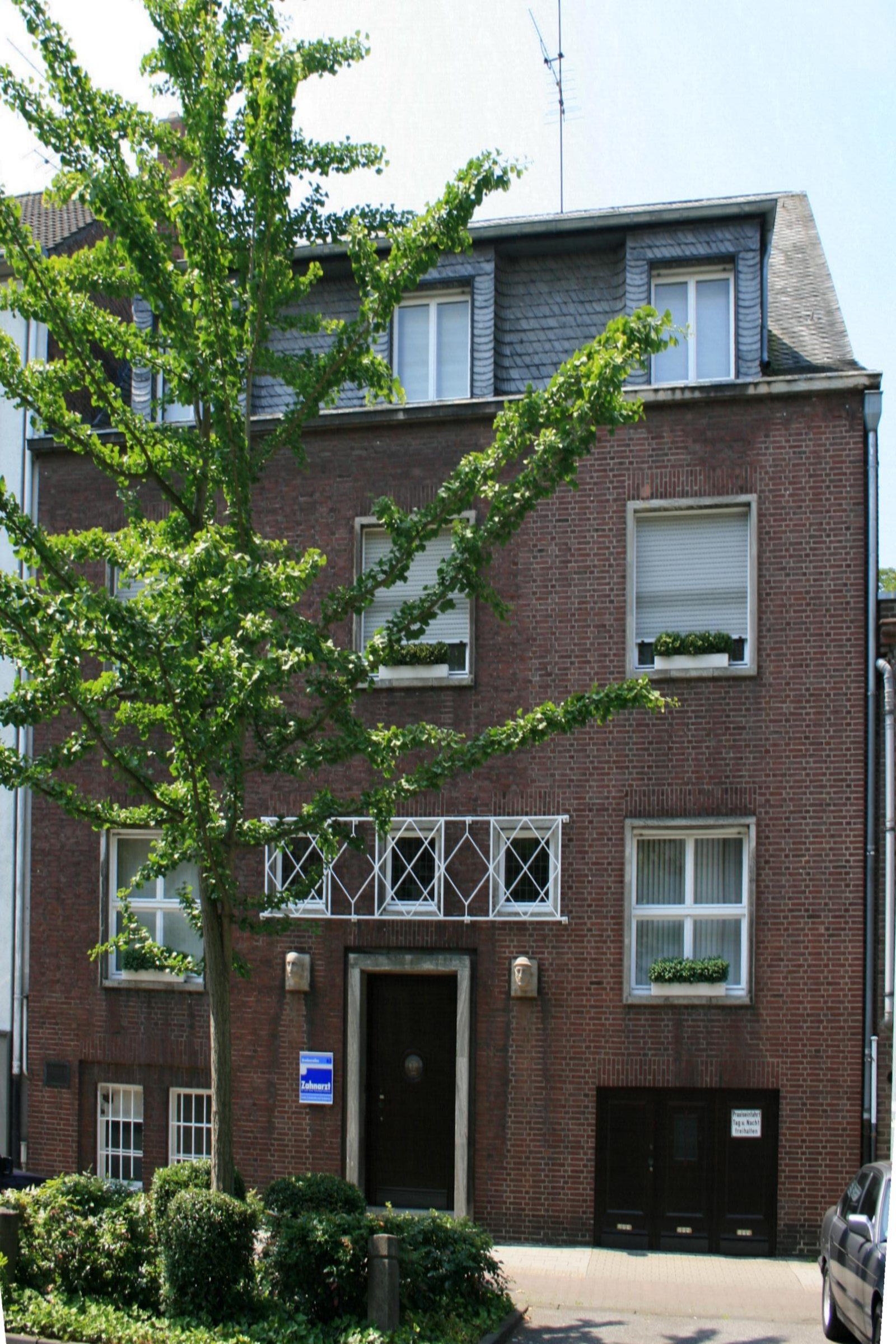
Wohngeschäftshaus (2010)

Das Wohngeschäftshaus Brucknerallee 63 steht im Stadtteil Rheydt in Mönchengladbach (Nordrhein-Westfalen).
Das Gebäude wurde 1935 erbaut. Es ist unter Nr. B 084 am 6. März 1989 in die Denkmalliste der Stadt Mönchengladbach eingetragen worden.

## Architektur
1935 wurde das dreiachsige, zweieinhalbgeschossige, traufenständige Haus als Wohn- und Praxisgebäude errichtet. Im streng symmetrisch angelegten Baukubus befinden sich im Souterrain seitlich von der mittig gesetzten Pforte. Links eine doppelte Fensteröffnung mit Gittereinsatz und rechts eine Garagenzufahrt. Im ersten Geschoss entsprechen sich rechts und links von Eingang und darüberliegendem dreifenstrigen, rautenvergittertem Treppenhausoberlicht je ein quadratisches Fenster.
Der zweite Stock hat drei quadratische Fenster, das Dach ist durch eine dreifenstrige Schleppgaube angebaut. Die Fassade besteht aus Backstein. Ein moderner gotisierender Mauerverband, der in der expressionistischen Architektur der 1920er Jahre häufig zu finden ist.